# Società Sportiva Ischia Isolaverde 2015-2016
Questa voce raccoglie le informazioni riguardanti la Società Sportiva Ischia Isolaverde nelle competizioni ufficiali della stagione 2015-2016.

## Divise e sponsor
Lo sponsor tecnico per la stagione 2015-2016 è Givova.
| Casa | Trasferta | Terza divisa | Quarta divisa | Portiere |

## Organigramma societario
Di seguito sono riportati i membri dello staff dell'Ischia Isolaverde.
Area direttiva
- Presidente onorario: Luigi Rapullino
- Vicepresidente: Raffaele D'Auria
- Amministratore delegato: Vittorio Di Bello
- Direttore sportivo: Ciro Femiano
- Direttore generale: Mario Aiello
- Responsabile settore giovanile: Antonio Piedepalumbo
- Segretario generale e delegato alla sicurezza: Giuseppe Iodice
- Segretario sportivo: Vincenzo Mattera
- Tesoriere: Maurizio Colucci
- Controllo gestione: Nicola Taranto
- Consulente fiscale: Giancarlo Senese

Area tecnica
- Allenatore: Leonardo Bitetto, dal 14 gennaio Antonio Porta[5], dal 21 gennaio Nello Di Costanzo[6], dal 16 marzo Antonio Porta[7], dal 12 maggio Giovanni Giuseppe Di Meglio[8]
- Collaboratore tecnico: Andrea Destino, dal 28 gennaio Aldo Silvano[9], dal 12 maggio Enrico Buonocore[8]
- Allenatore portieri: Pasquale Visconti, dal 28 gennaio Pasquale Pastore[9]
- Preparatore atletico: Pasquale Sepe, dal 28 gennaio Filippo Argano[9]

Area comunicazione
- Addetto stampa: Giovanni Sasso
- SLO (Supporter Liaison Officer): Giovan Giuseppe Trani

Area sanitaria
- Medico sociale: Domenico Ciccarelli
- Fisioterapista: Alessandro Grassi

## Rosa
Di seguito è riportata la rosa dell'Ischia Isolaverde.
| N. |                   | Ruolo | Calciatore                |
| -- | ----------------- | ----- | ------------------------- |
|    | Italia (bandiera) | P     | Alessandro Mirarco        |
|    | Italia (bandiera) | P     | Nicola Modesti            |
|    | Italia (bandiera) | P     | Rino Iuliano              |
|    | Italia (bandiera) | D     | Filippo Florio            |
|    | Italia (bandiera) | D     | Leonardo Moracci          |
|    | Italia (bandiera) | D     | Liberato Filosa           |
|    | Italia (bandiera) | D     | Vincenzo Guarino          |
|    | Italia (bandiera) | D     | Davide Savi               |
|    | Italia (bandiera) | D     | Mario Mercadante          |
|    | Italia (bandiera) | D     | Francesco Bruno           |
|    | Italia (bandiera) | D     | Vincenzo Guardiglio       |
|    | Italia (bandiera) | D     | Matteo Patti              |
|    | Italia (bandiera) | D     | Mario Pistola             |
|    | Italia (bandiera) | D     | Antonio Porcino           |
|    | Italia (bandiera) | D     | Giampaolo Sirigu          |
|    | Italia (bandiera) | D     | Jerry Vandam              |
|    | Italia (bandiera) | C     | Matteo Calamai            |
|    | Italia (bandiera) | C     | Gennaro Acampora          |
|    | Italia (bandiera) | C     | Gennaro Armeno (capitano) |
|    | Italia (bandiera) | C     | Carmine Belmonte          |
|    | Italia (bandiera) | C     | Manuele Blasi             |

| N. |                       | Ruolo | Calciatore              |
| -- | --------------------- | ----- | ----------------------- |
|    | Italia (bandiera)     | C     | Giuseppe De Clemente    |
|    | Italia (bandiera)     | C     | Giuseppe Palma          |
|    | Italia (bandiera)     | C     | Fabio Meduri            |
|    | Senegal (bandiera)    | C     | Mamadou Yaye Kanoute    |
|    | Italia (bandiera)     | C     | Mattia Spezzani         |
|    | Italia (bandiera)     | A     | Daniele Abbracciante    |
|    | Portogallo (bandiera) | A     | Aladje                  |
|    | Italia (bandiera)     | A     | Luca Bargiggia          |
|    | Brasile (bandiera)    | A     | Cavani                  |
|    | Italia (bandiera)     | A     | Antonio D'Angelo        |
|    | Italia (bandiera)     | A     | Giorgio Di Vicino       |
|    | Italia (bandiera)     | A     | Nicolas Izzillo         |
|    | Italia (bandiera)     | A     | Nicola Mancino          |
|    | Italia (bandiera)     | A     | Giuseppe Manna          |
|    | Italia (bandiera)     | A     | Vincenzo Pepe           |
|    | Italia (bandiera)     | A     | Gennaro Romano          |
|    | Italia (bandiera)     | A     | Gerardo Rubino          |
|    | Italia (bandiera)     | A     | Luca Orlando            |
|    | Italia (bandiera)     | A     | Antonio Bacio Terracino |
|    | Senegal (bandiera)    | A     | Ameth Fall              |

## Calciomercato

### Sessione estiva(dal 01/07 al 31/08)
| Acquisti | Acquisti             | Acquisti            | Acquisti      |
| R.       | Nome                 | da                  | Modalità      |
| -------- | -------------------- | ------------------- | ------------- |
| P        | Alessandro Mirarco   | Lecce               | definitivo    |
| P        | Rino Iuliano         | Messina             | definitivo    |
| D        | Filippo Florio       | Rimini              | fine prestito |
| D        | Leonardo Moracci     | Paganese            | definitivo    |
| D        | Liberato Filosa      | Vigor Lamezia       | definitivo    |
| D        | Vincenzo Guarino     | Juve Stabia         | definitivo    |
| D        | Davide Savi          | Chievo Verona       | prestito      |
| D        | Ameth Lo             | Milan               | definitivo    |
| D        | Antonio Porcino      | Benevento           | prestito      |
| D        | Mario Mercadante     | Bari                | prestito      |
| D        | Francesco Bruno      | Casertana           | definitivo    |
| D        | Vincenzo Guardiglio  | Napoli              | prestito      |
| D        | Matteo Patti         |                     | svincolato    |
| C        | Matteo Calamai       | Paganese            | definitivo    |
| C        | Giuseppe Palma       | Napoli              | prestito      |
| C        | Nicolas Izzillo      | Messina             | definitivo    |
| C        | Nicola Mancino       | Casertana           | definitivo    |
| C        | Fabio Meduri         | Lumezzane           | definitivo    |
| C        | Luca Bargiggia       | Delta Calcio Rovigo | definitivo    |
| A        | Giuseppe Manna       | Frosinone           | prestito      |
| A        | Mamadou Yaye Kanoute | Benevento           | prestito      |
| A        | Ameth Fall           | Barletta            | definitivo    |

| Cessioni | Cessioni                | Cessioni       | Cessioni              |
| R.       | Nome                    | a              | Modalità              |
| -------- | ----------------------- | -------------- | --------------------- |
| P        | Raffaele Ioime          |                | svincolato            |
| P        | Daniele Giordano        |                | svincolato            |
| P        | Luigi Mennella          |                | fine carriera         |
| D        | Luigi Sirignano         | Martina Franca | definitivo            |
| D        | Patrizio Caso           |                | svincolato            |
| D        | Andrea Impagliazzo      |                | svincolato            |
| D        | Alan Empereur           | Fiorentina     | fine prestito         |
| D        | Pasquale Rainone        | Casertana      | definitivo            |
| D        | Fabio Formato           | Frosinone      | fine prestito         |
| D        | Gianmarco Bassini       | Benevento      | fine prestito         |
| D        | Francesco Bruno         | Casertana      | fine prestito         |
| D        | Mario Finizio           | Casertana      | definitivo            |
| D        | Mario Mercadante        |                | rescissione contratto |
| C        | Davide Trofa            |                | svincolato            |
| C        | Emiliano Massimo        |                | svincolato            |
| C        | Gianmarco Gerevini      | Bologna        | fine prestito         |
| C        | Enrico Di Cesare        | AlbinoLeffe    | fine prestito         |
| C        | Angelo Chiavazzo        | Casertana      | fine prestito         |
| C        | Danilo Bulevardi        | Pescara        | fine prestito         |
| C        | Marco Iannascoli        | Pescara        | fine prestito         |
| C        | Ivan Tomicic            | Hajduk         | fine prestito         |
| C        | Francesco Alvino        | Casertana      | fine prestito         |
| C        | Enrico Verachi          |                | svincolato            |
| C        | Francesco Millesi       |                | svincolato            |
| A        | Nicola Ciotola          | L'Aquila       | fine prestito         |
| A        | Antonio Schetter        | Martina Franca | definitivo            |
| A        | Saveriano Infantino     | Torres         | fine prestito         |
| A        | Giorgio Fumana          | Lumezzane      | fine prestito         |
| A        | Antonio Bacio Terracino | Lumezzane      | definitivo            |

### Sessione invernale(dal 04/01 al 01/02)
| Acquisti | Acquisti             | Acquisti    | Acquisti   |
| R.       | Nome                 | da          | Modalità   |
| -------- | -------------------- | ----------- | ---------- |
| P        | Nicola Modesti       | Juve Stabia | definitivo |
| D        | Giampaolo Sirigu     | Catanzaro   | definitivo |
| D        | Jerry Vandam         |             | svincolato |
| C        | Gennaro Acampora     | AZ Picerno  | definitivo |
| C        | Manuele Blasi        | Chennaiyin  | definitivo |
| C        | Giuseppe De Clemente | Chieti      | definitivo |
| C        | Mattia Spezzani      | Verona      | definitivo |
| A        | Aladje               | Sassuolo    | prestito   |
| A        | Cavani               |             | svincolato |
| A        | Giorgio Di Vicino    |             | svincolato |
| A        | Luca Ornaldo         |             | svincolato |
| A        | Vincenzo Pepe        | Abano       | definitivo |
| A        | Gerardo Rubino       |             | svincolato |

| Cessioni | Cessioni           | Cessioni     | Cessioni   |
| R.       | Nome               | a            | Modalità   |
| -------- | ------------------ | ------------ | ---------- |
| P        | Alessandro Mirarco | Monopoli     | definitivo |
| D        | Matteo Patti       | Catanzaro    | definitivo |
| C        | Matteo Calamai     | Lumezzane    | definitivo |
| C        | Nicolas Izzillo    | Juve Stabia  | definitivo |
| C        | Nicola Mancino     | Rimini       | definitivo |
| C        | Fabio Meduri       | Monopoli     | definitivo |
| C        | Manuele Blasi      |              | svincolato |
| A        | Luca Orlando       | Pro Piacenza | definitivo |
| A        | Luca Bargiggia     | Clodiense    | definitivo |
| A        | Ameth Fall         | Rimini       | definitivo |

## Risultati

### Lega Pro

#### Girone di andata
| Arbitro: | Camplone (Pescara) |

|          |           |  |
| Fall 10’ | Marcatori |  |

| Messina 7 ottobre 2015, ore 15:00 CEST 2ª giornata | Messina            | 0 – 0 referto | Ischia Isolaverde | Stadio San Filippo (2.670 spett.)\| Arbitro: \| Prontera (Bologna) \| |
| Arbitro:                                           | Prontera (Bologna) |               |                   |                                                                       |

| Arbitro: | Bichisecchi (Livorno) |

|                         |           |  |
| Kanoute 27’ Mancino 74’ | Marcatori |  |

| Arbitro: | Dionisi (L'Aquila) |

|                                                   |           |                         |
| Calderini 8’ Russotto 17’ Pelagatti 41’ Calil 87’ | Marcatori | 10’ Izzillo 12’ Mancino |

| Arbitro: | Miele (Torino) |

|  |           |             |
|  | Marcatori | 85’ Vicente |

| Arbitro: | Cipriani (Empoli) |

|           |           |  |
| Palma 12’ | Marcatori |  |

| Arbitro: | D'Apice (Arezzo) |

|              |           |  |
| Papini 45+2’ | Marcatori |  |

| Ischia 24 ottobre 2015, ore 14:00 CEST 8ª giornata | Ischia Isolaverde   | 0 – 0 referto | Casertana | Stadio Enzo Mazzella (711 spett.)\| Arbitro: \| Di Martino (Teramo) \| |
| Arbitro:                                           | Di Martino (Teramo) |               |           |                                                                        |

| Arbitro: | Piccinini (Forlì) |

|            |           |                        |
| Kristo 17’ | Marcatori | 59’ Kanoute 71’ Florio |

| Arbitro: | Zanonato (Vicenza) |

|             |           |           |
| Mancino 39’ | Marcatori | 23’ Sarno |

| Arbitro: | Guccini (Albano Laziale) |

|                        |           |                         |
| Gurma 7’ Palomeque 82’ | Marcatori | 61’ Orlando 83’ Izzillo |

| Ischia 21 novembre 2015, ore 14:00 CET 12ª giornata | Ischia Isolaverde | 0 – 0 referto | Benevento | Stadio Enzo Mazzella (739 spett.)\| Arbitro: \| Rossi (Rovigo) \| |
| Arbitro:                                            | Rossi (Rovigo)    |               |           |                                                                   |

| Arbitro: | Mantelli (Brescia) |

|                               |           |  |
| Pinto 3’ (rig.) Gambino 90+3’ | Marcatori |  |

| Arbitro: | Andreini (Forlì) |

|                                                           |           |                                                                |
| Nicastro 3’, 23’ Arcidiacono 10’ Migliorini 38’ Obodo 52’ | Marcatori | 5’ Kanoute 32’ Mancino 45+2’ Florio 87’ Patti 89’ (aut.) Romeo |

| Arbitro: | Volpi (Arezzo) |

|  |           |                                                          |
|  | Marcatori | 44’, 65’ Armellino 53’ Letizia 86’ Ingrosso 88’ Piccinni |

| Arbitro: | Pillitteri (Palermo) |

|                                     |           |  |
| Maita 52’ Mazzitti 60’ Agodirin 61’ | Marcatori |  |

| Arbitro: | Pagliardini (Arezzo) |

|             |           |                             |
| Porcino 69’ | Marcatori | 45+1’ Tedeschi 84’ Arrigoni |

#### Girone di ritorno
| Arbitro: | Zingarelli (Siena) |

|                                   |           |                  |
| Petta 14’ Morbidelli 90+3’ (rig.) | Marcatori | 10’, 42’ Kanoute |

| Ischia 24 gennaio 2016, ore 14:00 CET 19ª giornata | Ischia Isolaverde  | 0 – 0 referto | Messina | Stadio Enzo Mazzella (755 spett.)\| Arbitro: \| Sprezzola (Mestre) \| |
| Arbitro:                                           | Sprezzola (Mestre) |               |         |                                                                       |

| Arbitro: | Schirru (Nichelino) |

|                                    |           |                                             |
| Diakite 4’, 44’ Guarino 84’ (aut.) | Marcatori | 20’ (rig.) Di Vicino 25’ (rig.), 72’ Aladje |

| Arbitro: | Chindemi (Viterbo) |

|                         |           |  |
| Moracci 28’ Kanoute 65’ | Marcatori |  |

| Arbitro: | Massimi (Termoli) |

|                           |           |  |
| Di Piazza 28’ Madonia 45’ | Marcatori |  |

| Arbitro: | Catona (Reggio Calabria) |

|                                      |           |  |
| Giacomarro 9’ Canotto 18’ Masini 23’ | Marcatori |  |

| Arbitro: | Giua (Pisa) |

|  |           |                                 |
|  | Marcatori | 33’, 47’ Moscardelli 68’ Papini |

| Arbitro: | Piscopo (Imperia) |

|                         |           |  |
| Matute 37’ Alfageme 48’ | Marcatori |  |

| Ischia 12 marzo 2016, ore 15:00 CET 26ª giornata | Ischia Isolaverde | 0 – 0 referto | Fidelis Andria | Stadio Enzo Mazzella (710 spett.)\| Arbitro: \| Amabile (Vicenza) \| |
| Arbitro:                                         | Amabile (Vicenza) |               |                |                                                                      |

| Arbitro: | Capone (Palermo) |

|                                 |           |                             |
| Iemmello 10’, 30’, 90+1’, 90+3’ | Marcatori | 36’ Pepe 74’ (rig.) Kanoute |

| Arbitro: | Sozza (Seregno) |

|  |           |                         |
|  | Marcatori | 6’ Cunzi 90+3’ Palmiero |

| Arbitro: | D'Apice (Arezzo) |

|                                     |           |                                 |
| Mazzeo 24’ Angiulli 28’ Troiani 62’ | Marcatori | 17’ Aladje 45’ (rig.) Di Vicino |

| Arbitro: | Paolini (Ascoli Piceno) |

|            |           |                           |
| Aladje 23’ | Marcatori | 12’ Bacchetti 55’ Gambino |

| Arbitro: | Mancini (Fermo) |

|  |           |          |
|  | Marcatori | 51’ Diop |

| Arbitro: | Proietti (Terni) |

|                                                   |           |               |
| Infantino 7’, 28’ (rig.) Armellino 19’ Casoli 50’ | Marcatori | 90+1’ Moracci |

| Arbitro: | Viotti (Tivoli) |

|  |           |              |
|  | Marcatori | 16’ Agodirin |

| Arbitro: | Vesprini (Macerata) |

|                                                                 |           |            |
| La Mantia 8’, 41’ Caccetta 31’ Arrighini 50’, 55’ Cavallaro 58’ | Marcatori | 71’ Rubino |

#### Play-out
| Arbitro: | Morreale (Roma) |

|  |           |                             |
|  | Marcatori | 46’, 73’ Croce 65’ Esposito |

| Arbitro: | Pillitteri (Palermo) |

|               |           |                        |
| Bacchetti 84’ | Marcatori | 35’ Florio 40’ Kanoute |

### Coppa Italia Lega Pro

#### Fase a gironi
| Arbitro: | Marchetti (Ostia Lido) |

|                     |           |                         |
| Moracci 7’ Fall 57’ | Marcatori | 12’, 61’, 75’ Grandolfo |

| Arbitro: | Robilotta (Sala Consilina) |

|             |           |                                           |
| Gaetani 36’ | Marcatori | 38’ Kanoute 56’ (rig.) Mancino 90+3’ Fall |

#### Sedicesimi di finale
| Arbitro: | Luciani (Lamezia Terme) |

|                                          |           |  |
| Ginestra 14’ De Marco 28’ De Angelis 61’ | Marcatori |  |

## Statistiche
Statistiche aggiornate al 28 maggio 2016.

### Statistiche di squadra
| Competizione          | Punti | In casa | In casa | In casa | In casa | In casa | In casa | In trasferta | In trasferta | In trasferta | In trasferta | In trasferta | In trasferta | Totale | Totale | Totale | Totale | Totale | Totale | DR  |    |
| Competizione          | Punti | G       | V       | N       | P       | Gf      | Gs      | G            | V            | N            | P            | Gf           | Gs           | G      | V      | N      | P      | Gf     | Gs     | DR  |    |
| --------------------- | ----- | ------- | ------- | ------- | ------- | ------- | ------- | ------------ | ------------ | ------------ | ------------ | ------------ | ------------ | ------ | ------ | ------ | ------ | ------ | ------ | --- | -- |
| Lega Pro              | 21    | 17      | 4       | 5       | 8       | 9       | 18      | 17           | 1            | 5            | 11           | 22           | 47           | 34     | 5      | 10     | 19     | 31     | 66     | -35 |    |
| Play-out              | -     | 1       | 0       | 0       | 1       | 0       | 3       | 1            | 1            | 0            | 0            | 2            | 1            | 2      | 1      | 0      | 1      | 2      | 4      | -2  |    |
| Coppa Italia Lega Pro | 3     | -       | 1       | 0       | 0       | 1       | 2       | 3            | 2            | 1            | 0            | 1            | 3            | 4      | 3      | 1      | 0      | 2      | 5      | 7   | -2 |
| Totale                | -     | 19      | 4       | 5       | 10      | 11      | 24      | 20           | 3            | 5            | 12           | 27           | 52           | 39     | 7      | 10     | 22     | 38     | 77     | -39 |    |

### Andamento in campionato
| Giornata  | 1  | 2  | 3 | 4  | 5  | 6  | 7  | 8  | 9  | 10 | 11 | 12 | 13 | 14 | 15 | 16 | 17 | 18 | 19 | 20 | 21 | 22 | 23 | 24 | 25 | 26 | 27 | 28 | 29 | 30 | 31 | 32 | 33 | 34 |
| --------- | -- | -- | - | -- | -- | -- | -- | -- | -- | -- | -- | -- | -- | -- | -- | -- | -- | -- | -- | -- | -- | -- | -- | -- | -- | -- | -- | -- | -- | -- | -- | -- | -- | -- |
| Luogo     | C  | T  | C | T  | C  | C  | T  | C  | T  | C  | T  | C  | T  | T  | C  | T  | C  | T  | C  | T  | C  | T  | T  | C  | T  | C  | T  | C  | T  | C  | C  | T  | C  | T  |
| Risultato | V  | N  | V | P  | P  | V  | P  | N  | V  | N  | N  | N  | P  | N  | P  | P  | P  | N  | N  | N  | V  | P  | P  | P  | P  | N  | P  | P  | P  | P  | P  | P  | P  | P  |
| Posizione | 14 | 12 | 8 | 12 | 13 | 10 | 12 | 14 | 10 | 10 | 11 | 12 | 13 | 13 | 14 | 15 | 15 | 15 | 15 | 15 | 14 | 15 | 16 | 16 | 16 | 16 | 16 | 16 | 17 | 17 | 17 | 17 | 17 | 17 |

Fonte:  Lega Pro Girone C 2015/2016, su calcio.com.
Legenda:

Luogo: C = Casa; T = Trasferta. Risultato: V = Vittoria; N = Pareggio; P = Sconfitta.

### Statistiche dei giocatori
Sono in corsivo i calciatori che hanno lasciato la società a stagione in corso.
| Giocatore       | Lega Pro + Play-out | Lega Pro + Play-out | Lega Pro + Play-out | Lega Pro + Play-out | Coppa Italia Lega Pro | Coppa Italia Lega Pro | Coppa Italia Lega Pro | Coppa Italia Lega Pro | Totale   | Totale | Totale      | Totale     |
| Giocatore       | Presenze            | Reti                | Ammonizioni         | Espulsioni          | Presenze              | Reti                  | Ammonizioni           | Espulsioni            | Presenze | Reti   | Ammonizioni | Espulsioni |
| --------------- | ------------------- | ------------------- | ------------------- | ------------------- | --------------------- | --------------------- | --------------------- | --------------------- | -------- | ------ | ----------- | ---------- |
| D. Abbracciante | -                   | -                   | -                   | -                   | -                     | -                     | -                     | -                     | -        | -      | -           | -          |
| G. Acampora     | 12+2                | 0                   | 2                   | 0                   | -                     | -                     | -                     | -                     | 14       | 0      | 2           | 0          |
| Aladje          | 13+1                | 4                   | 5                   | 0                   | -                     | -                     | -                     | -                     | 14       | 4      | 5           | 0          |
| G. Armeno       | 31+2                | 0                   | 8                   | 0                   | 2                     | 0                     | 0                     | 0                     | 35       | 0      | 8           | 0          |
| L. Bargiggia    | 3                   | 0                   | 0                   | 0                   | 1                     | 0                     | 0                     | 0                     | 4        | 0      | 0           | 0          |
| C. Belmonte     | 1                   | 0                   | 1                   | 0                   | -                     | -                     | -                     | -                     | 1        | 0      | 1           | 0          |
| M. Blasi        | 4                   | 0                   | 2                   | 0                   | -                     | -                     | -                     | -                     | 4        | 0      | 2           | 0          |
| F. Bruno        | 29+2                | 0                   | 8+1                 | 1                   | 2                     | 0                     | 1                     | 0                     | 33       | 0      | 10          | 1          |
| M. Calamai      | 20                  | 0                   | 4                   | 0                   | 2                     | 0                     | 0                     | 0                     | 22       | 0      | 4           | 0          |
| Cavani          | 4+1                 | 0                   | 0                   | 0                   | -                     | -                     | -                     | -                     | 5        | 0      | 0           | 0          |
| A. D'Angelo     | 2                   | 0                   | 0                   | 0                   | -                     | -                     | -                     | -                     | 2        | 0      | 0           | 0          |
| G. De Clemente  | 2                   | 0                   | 0                   | 0                   | -                     | -                     | -                     | -                     | 2        | 0      | 0           | 0          |
| G. Di Vicino    | 14+1                | 2                   | 2                   | 0                   | -                     | -                     | -                     | -                     | 15       | 2      | 2           | 0          |
| A. Fall         | 3                   | 1                   | 0                   | 0                   | 2                     | 2                     | 0                     | 0                     | 5        | 3      | 0           | 0          |
| L. Filosa       | 23+2                | 0                   | 4                   | 0                   | 2                     | 0                     | 0                     | 0                     | 27       | 0      | 4           | 0          |
| F. Florio       | 32+2                | 2+1                 | 3                   | 0                   | 2                     | 0                     | 0                     | 0                     | 36       | 3      | 3           | 0          |
| V. Guardiglio   | -                   | -                   | -                   | -                   | -                     | -                     | -                     | -                     | -        | -      | -           | -          |
| V. Guarino      | 8                   | 0                   | 0                   | 0                   | -                     | -                     | -                     | -                     | 8        | 0      | 0           | 0          |
| R. Iuliano      | 28+2                | -53+-4              | 5                   | 0                   | 1                     | -3                    | 0                     | 0                     | 31       | -60    | 5           | 0          |
| N. Izzillo      | 17                  | 2                   | 3                   | 0                   | 2                     | 0                     | 1                     | 0                     | 19       | 2      | 4           | 0          |
| M. Kanoute      | 27+2                | 7+1                 | 7+2                 | 0                   | 2                     | 1                     | 1                     | 0                     | 31       | 9      | 10          | 0          |
| N. Mancino      | 11                  | 4                   | 2                   | 1                   | 2                     | 1                     | 1                     | 0                     | 13       | 5      | 3           | 1          |
| G. Manna        | 13                  | 0                   | 0                   | 0                   | 1                     | 0                     | 0                     | 0                     | 14       | 0      | 0           | 0          |
| F. Meduri       | 15                  | 0                   | 4                   | 0                   | -                     | -                     | -                     | -                     | 15       | 0      | 4           | 0          |
| M. Mercadante   | -                   | -                   | -                   | -                   | 1                     | 0                     | 0                     | 0                     | 1        | 0      | 0           | 0          |
| A. Mirarco      | 4                   | -5                  | 0                   | 0                   | 2                     | -4                    | 0                     | 0                     | 6        | -9     | 0           | 0          |
| N. Modesti      | 4                   | -7                  | 0                   | 0                   | -                     | -                     | -                     | -                     | 4        | -7     | 0           | 0          |
| L. Moracci      | 29                  | 2                   | 10                  | 1                   | 1                     | 1                     | 0                     | 0                     | 30       | 3      | 10          | 1          |
| L. Orlando      | 11                  | 1                   | 0                   | 0                   | -                     | -                     | -                     | -                     | 11       | 1      | 0           | 0          |
| G. Palma        | 18+1                | 1                   | 2                   | 0                   | 1                     | 0                     | 0                     | 0                     | 20       | 1      | 2           | 0          |
| M. Patti        | 14                  | 1                   | 2                   | 0                   | -                     | -                     | -                     | -                     | 14       | 1      | 2           | 0          |
| V. Pepe         | 8+2                 | 1                   | 2+1                 | 0                   | -                     | -                     | -                     | -                     | 10       | 1      | 3           | 0          |
| M. Pistola      | 1                   | 0                   | 0                   | 0                   | -                     | -                     | -                     | -                     | 1        | 0      | 0           | 0          |
| A. Porcino      | 24+1                | 1                   | 4                   | 0                   | 2                     | 0                     | 1                     | 0                     | 27       | 1      | 5           | 0          |
| G. Romano       | 1                   | 0                   | 0                   | 0                   | 1                     | 0                     | 0                     | 0                     | 2        | 0      | 0           | 0          |
| G. Rubino       | 6+2                 | 1                   | 0                   | 0                   | -                     | -                     | -                     | -                     | 8        | 1      | 0           | 0          |
| D. Savi         | 10                  | 0                   | 2                   | 0                   | 1                     | 0                     | 0                     | 0                     | 11       | 0      | 2           | 0          |
| G. Sirigu       | 7                   | 0                   | 1                   | 0                   | -                     | -                     | -                     | -                     | 7        | 0      | 1           | 0          |
| M. Spezzani     | 14+2                | 0                   | 5+1                 | 0                   | -                     | -                     | -                     | -                     | 16       | 0      | 6           | 0          |
| A. Terracino    | -                   | -                   | -                   | -                   | 1                     | 0                     | 0                     | 0                     | 1        | 0      | 0           | 0          |
| J. Vandam       | 3+2                 | 0                   | 0+1                 | 0                   | -                     | -                     | -                     | -                     | 5        | 0      | 1           | 0          |